# Южноазиатский варан
Южноазиатский варан (лат. Varanus rudicollis) — вид варанов, обитающий в странах Юго-Восточной Азии: Таиланде, Мьянме и Малайзии. Он также встречается в Индонезии на Суматре и островах архипелага Риау. В Таиланде его называют «слоновьим рёвом» (тайский: เห่าช้าง; h̄èā cĥāng).
Среда обитания южноазиатского варана ограничена первичными и вторичными тропическими лесами и мангровыми болотами. В дикой природе он встречается очень редко, однако неизвестно, связано ли это с его редкостью или с очень скрытным поведением. Их часто успешно содержат в неволе, но у них робкий нрав.
Этот вид тесно связан со своей сестринской группой, комплексом видов водных варанов, к которой принадлежит, например, полосатый варан. Они также входят в подрод Soterosaurus, отделившись от других подродов 14 миллионов лет назад в среднем миоцене.

## Внешний вид и строение
Южноазиатский варан имеет средний или крупный размер; взрослые особи обычно достигают длины 90—120 см, а максимальная длина, как сообщается, составляет 150 см. Varanus rudicollis можно легко узнать по крупным заостренным чешуйкам, украшающим шеи взрослых особей. Это грациозная, длиннотелая ящерица с заметно заострённой мордой. Varanus rudicollis известны своим очень спокойным темпераментом, они редко кусаются или хлещут хвостом в неволе. При угрозе предпочитают убегать, мочиться или испражняться, раздувать горло или имитировать смерть, закрывая глаза.

## Питание
Пищевые привычки южноазиатского варана были предметом различных исследований. Ранние исследования проводил Иоганн Шнайдер (опубликовано в Werner 1900), он обнаружил насекомых в желудках образцов с Суматры. Мертенс в 1942 предположил, что муравьи и, возможно, термиты, которых вараны собирают языком, составляли значительную часть их рациона. Ауффенберг в 1988 году подтвердил это, обнаружив термитов, крупных палочников и древесных многоножек в образцах из Малайзии. В неопубликованной диссертации (Бранденберг 1983) описан желудок одной особи, полный крупных тараканов и кузнечиков, в то время как у другой особи из Сураттхани в Таиланде был желудок, полный крабов (Nabhitabhata, личное сообщение). Дальнейшие исследования Джонатана Лососа и Гарри Грина (1988) показали, что рацион V. rudicolli может включать лягушек и их икру, пауков, скорпионов, крабов, тараканов, жуков и прямокрылых.
Южноазиатские вараны могут оставаться активными в течение всего года, их чаще всего их можно встретить в сезон дождей.

## Продолжительность жизни
Зарегистрированная продолжительность жизни южноазиатского варана в неволе составляет около 10—20 лет.